# Ivan Demyanenko
Ivan Demyanenko (Иван Демьяненко), (ur. 23 kwietnia 1989) – uzbecki pływak, uczestnik igrzysk olimpijskich w Pekinie.

## Występy na igrzyskach olimpijskich
Demyanenko na igrzyskach w Pekinie wystartował tylko w jednej konkurencji pływackiej, w 100 m stylem dowolnym. W eliminacjach uzyskał czas 1:05,14 min i zajął 8. miejsce. W klasyfikacji łącznej zajął 56. miejsce.